# Пољопривредна истраживачка станица Авондejл
Пољопривредна истраживачка станица Авондејл или Авондејл Дискавери Фарм је једна од тринаест истраживачких фарми и станица којима управља Одељење за пољопривреду и храну Западне Аустралије. Поред својих истраживања, Авондејл има историјске зграде, музеј пољопривредне опреме и делује као центар за образовање у пољопривреди специјализован за упознавање деце основних школа са пољопривредом и подучавање његове историје у западној Аустралији.
Авондејл се налази на копну где се река Дејл спаја са реком Авон 10 km северозападно од Беверлија. Налази се на земљишту првобитно додељеном првом гувернеру Западне Аустралије, капетану (касније адмиралу сер) Џејмсу Стирлингу и капетану Марку Карију РН 1836. Ови грантови су комбиновани 1849. године и са додатном куповином земљишта постали су познати као Avondale Estate, проширивши се на више од 53 km².
Дана 4. априла 1924. преосталих 7 km² од Авондејла прослеђени су Одељењу за пољопривреду и храну. У почетку је Авондејл наставио да учествује у шеми групног поравнања, а истраживачке активности су започеле тек 1926. године. Током 1930-их то је требало да буде лабораторија за успешна истраживања др Харолда Бенетса Бациллус овитокицус. Као део прославе шестогодишњице Западне Аустралије 1979. године изграђен је музеј машина, а остале зграде су враћене у првобитно стање.
Данас Авондејлом управља Национални фонд Западне Аустралије и отворен је за јавност у различито време током године.

## Ране године фарме
У новембру 1835. године, експедиција коју је предводио гувернер Џејмс Стирлинг придружила се другој групи коју је предводио генерални геодет Џон Септимус Ро у Кинг Џорџ Саунду. Ро је договорио да се обе стране врате у колонију Свон Ривер алтернативним путем. Траса је требало да се споји са насељима Кинг Џорџ Саунд, Јорк и колонијом Свон Ривер заједно са новооснованим насељем Вилијамс. Ова експедиција је прошла кроз област Авондејла видећи реку Дејл и гранитно брдо које је Ро назвао Ћелаво брдо 27. децембра. Болд Хил је требало да постане примарна референтна тачка за испитивање региона.
Године 1836, геодет Томас Вотсон се вратио у област и користио Болд Хил као главну тригонометријску референцу. Вотсон је требало да исцрта низ парцела у области, укључујући западну границу за локацију града Беверлија. Две од испитаних парцела биле су Авон локација 14 са 20 km² и Авон локација К са 16 km² ; локација 14 је дата капетану Марку Карију, капетану луке Фремантлу, док је локација К дата Стирлингу. Стирлингу као гувернеру и Карију као лучком капетану колонија није исплаћивала плате, већ им је додељена земља као компензација за њихове услуге. Године 1978, геодети који су користили тренутну опрему били су ангажовани да одреде тачну локацију ових првобитних имања, и коментарисали су изузетну тачност Вотсоновог истраживања пре 142 године.
Кари је у септембру 1838. продао своју земљу неком Николасу Керију за 330 фунти. Кери је у децембру склопио уговор о закупу са гувернером Стирлингом за његов грант, који је укључивао да је Кери купио имовину на крају закупа за 750 фунти 1846. године. Кери је такође купио 12 km² западно од локације 14 такође је добио додатну дозволу за земљиште 1849. године. Са свом земљом у вее коју су формирале реке Авон и реке Дале, имовина је сада износила скоро 54 km² величине и названа је Авондејл имање. Током касних 1840-их Кери се преселио на Гернзи остављајући Авондејл да га води непознати чувар.
Након Керијеве смрти у марту 1889. године, Авондејла је наследио његов 16-годишњи велики нећак Вилијам Херберт де Лисл. Де Лисл је стигао и тамо се настанио 1893. године, а преузео је власништво над земљом 1894. Авондејл је био пасторално имање све до Де Лисловог доласка, у наредних десет година делови имања су продати да би се финансирао његов развој. Током овог периода, кућа је проширена и изграђена штала, која је обухватала 20 коња са шупљим зидовима и поткровљем. Шупљи зидови омогућавају да храна из поткровља гравитира директно ка посудама за храну у свакој тезги.
Преосталих 21,2 km² продати су Вилијаму Џејмсу Бачеру и Чарлсу Џону Ханту Бачеру 1904. Браћа су купила суседна имања додајући 17,8 km² чиме је Авондејл повећан на тачно 39 km². Године 1908. понудили су да продају Авондејл влади западне Аустралије за 5/10 фунти по хектару. Влада је узвратила понудом од £5/5/- по хектару, која је прихваћена. Авондејл је купљен у марту 1910. у складу са Законом о куповини пољопривредног земљишта за укупно £51,494/12/6, што је еквивалентно приближно 5,500,000 А$ у 2006.

### 1910. до 1924. године
Иако су пољопривредне активности браће Бучер настављене до јануара 1911, влада је започела припреме за поделу. Џон Хол је послат у Авондејл у априлу 1910. да лоцира сва побољшања и нацрта линије поделе пратећи постојеће ограде где је то могуће. Његов долазак изазвао је значајне контроверзе, јер не само да је поставио камп на голф терену, већ је и голф клуб закупио 160,000 квадратних метара од Авондејла који се спајао на ивицу града. Истрага је утврдила да је закуп раскинут када је земљиште продато.
Хол је поделио Авондејл на девет великих фарми чије су границе од тада остале непромењене, 160.000 квадартних метара које је заузимао терен за голф претворен је у мале парцеле које су од тада даље подељене. Рачуновође одељења за земљиште су израчунале да би се продајом парцела вратило 8,768 фунти/3/3 након трошкова, а имање је објављено и земљиште је стављено на располагање 21. децембра 1910. Од девет значајних парцела, само четири су заузете јер насељеници нису могли да плате цену од 6 фунти по хектару. Партију 1 преузео је Џорџ Хенкок, отац рударског магната Ланга Ханкока, а Џорџов брат Ричард је преузео Лот 2. Лот 13 је преузео ГВ Исбистер, а партију 4 је преузео бивши премијер Сир Невтон Мооре, који је потом отишао у Лондон са плановима. Пошто је генерални агент Њутн требало да понуди потенцијалним насељеницима парцеле у Авондејлу, иако су послани бројни телеграми да би се утврдила доступност парцела у Авондејлу, нема података о додели парцела у Лондону.
Пошто ниједна од преосталих 5 значајних парцела није заузета до новембра 1911. године, предложено је да се 4 од преосталих користе за Пољопривредну школу са Одељењем за земљиште одговорним за наставак обраде преосталих парцела. Ово је оставило на располагању једну парцелу познату као Драмклајер, 1914. фармер Доверин је покушао да изнајми Драмклајер након што је изгубио своју имовину тамо од суше, али није могао да преговара о прихватљивој стопи. У децембру, браћа Хенкок су напустила парцеле 1 и 2, Исбистер је такође напустио парцелу 13, иако се не зна тачно када, остављајући само 3,2 km² Партије 4 у приватним рукама. Са избијањем Првог светског рата и планови Пољопривредне школе су напуштени.
Крајем 1916. године, заједница Беверлија је затражила да се Авондејл подели на 20 парцела за војнике повратнике. Такође је предложено да Авондејл буде расадник у којем се војницима дају мале парцеле, а онима који успеју онда се дају веће донације у другим деловима државе. У јулу 1918. одлучено је да Авондејл има на располагању 6 парцела за војнике из области Беверлија и да 7 km² који је обухватао простор око имања требало је да остане под контролом Земљишног одељења.

## Одељење за пољопривреду
Првобитни сеоски блок био је пред неизвесном будућношћу дуги низ година, све док није дат Одељењу за пољопривреду 1924. године. Првобитно намењен за производњу чисте семенске пшенице и овса, неколико година се производило врло мало. Авондејл је коришћен као остава за млечну стоку, пре него што је послата групама насељеника на југозападу државе. У том периоду изграђен је силос капацитета 100 тона; силос је сада на листи баштине.
Локална пољопривредна заједница изразила је забринутост због тога што је стока неприкладна за ову област, док забринутости нису одмах решене. Авондејл се окренуо производњи семена и истраживању. Прво истраживање почело је 1926. године; ово је било у примени суперфосфата његових алтернатива и времену примене. Први резултати објављени су у часопису Journal of Agriculture 1927.

### Истраживања
Болест слична Браксију настала је у региону Беверли- Јорк 1915. године. Током наредних 15 година проширио се на већину пољопривредних округа у држави. Губици јата су генерално износили око 5% иако је било пријављених случајева губитка од 30%. Године 1918. професор Дакин са Универзитета Западне Аустралије идентификовао је болест као токсемију бактеријског порекла, али није успео да утврди извор.
Др Харолд Бенетс је именован за првог ветеринарског патолога у држави у мају 1925. Бенетс је започео хитну истрагу о болести, користећи уличице и отворен простор око градских канцеларија одељења за смештај оваца потребних за истраживање. Године 1930. изграђена је теренска лабораторија у Авондејлу; купљено је стадо од 1000 оваца како би се омогућили експерименти са исхраном. Године 1931. Бенетс је идентификовао Бациллус овитокицус као узрок болести. Са овим сазнањем успео је да развије вакцину против инфективне ентеротоксемије ; за своје напоре Бенетс је добио ЦБЕ.
Популације оваца које су биле потребне Бенетсу у Авондејлу такође су пружиле додатне могућности истраживања. Од 1931. неколико година вођени су експерименти са циљем да се утврди како најбоље произвести јагњад за првокласну извоз. Ово је истраживало различите расе и укрштане расе које су утврдиле да су укрштене овце биле знатно продуктивније од чистокрвних Мериноса.
Године 1934, Бенетс се удружио са државним ботаничаром Чарлсом Гарднером да би проучавао токсични ефекат домаћих биљних врста на овце. Гарднер би сакупљао биљке и испоручивао их свежим Бенетсу који би их потом хранио овцама. Они су потврдили да су 24 врсте биљака отровне, од којих је већина из аутохтоних родова грашка Гастролобиум и Окилобиум. На основу овог и каснијих истраживања, Гарднер и Бенетс су 1956. објавили The Toxic Plants of Western Australia . Током 1935, истраживања ефеката кастрирања мушких јагњади било механичким клештима у поређењу са употребом ножа, обе ове методе су од тада замењене гуменим еластраторским прстеновима. Експериментом на 499 оваца је закључено да нису уочене значајне разлике у погледу морталитета, степена зрелости и квалитета меса.
Др Ерик Андервуд је започео своје истраживање у Авондејлу средином 1930-их, такође користећи стада оваца. Андервудово почетно истраживање је било у ефектима сумпора на раст вуне, он је пратио то истраживање истраживањем ботулизма код оваца током 1935. године. Ови експерименти су били први од многих Андервудових експеримената у наредних 30 година. Током 1940-их проучавао је нутритивну вредност сена и пашњака за овце, а резултати ових студија о производњи сена житарица у Западној Аустралији објављени су у часопису Journal of Agriculture.
Током Другог светског рата, фарма Авондејл је пружала истраживања о узгоју ланеног семена и лана у Западној Аустралији, иако ни то није била најпогоднија локација за узгој. Пробане су три врсте ланеног семена: Рига Кроун, сорта раног сазревања, италијанска такође рано сазрела и Валш, сорта средњег сазревања. Откривено је да су сви били подложни глистама са већом штетом која је настала касније у сезони; Речено је да рани трагови инсектицида ДДТ показују обећавајуће резултате у борби против овога.

### Други напори
Године 1942. дошло је до неких пионира у развоју и коришћењу контурних банкина, опрема је захтевала запрегу од 4 коња или два клајдсдејла, запрежник и два радника. Током 1950-их Авондејл је пратио своја стада оваца као део истраживања Двалгануп соја детелине као хране за стоку и њеног утицаја на плодност оваца. Током 1960-их и 1970-их Авондејл је био укључен у узгој и испитивање различитих усева житарица за употребу у Западној Аустралији. Од раних 1980-их Авондејл се фокусирао на еколошку и одрживу пољопривреду заједно са додатним алтернативама за приход на фарми као што је узгој маррона.
Авондејл, као и већина фарми у западној Аустралији, користили су коње и клајдсдејли посебно за вучу пољопривредне опреме. Економија фарме из 1930-их значила је да Клајдсдејли нису били пензионисани да би уживали у владиним травнатим површинама. Године 1937. у писму министру пољопривреде детаљно је описано одлагање коња који више нису били корисни;
With regard to the two horses at the station which are old and incapable of any further work. I request approval for these animals, instead of being destroyed at the station, to be made available to the Zoo authorities for lions food...— Farm manager, 1937 correspondence
У писму се наводи како је зоолошки врт у Перту одговоран за терет и да је министар одобрио трансакцију. Многи клајдсдејли је требало да прате прве две беле кобиле са описом товарног листа "за храну за лавове, возарина плаћа прималац". Ова пракса се наставила све до педесетих година 20. века све док трактори нису заменили употребу коња у пољопривреди. Од отварања музеја 1978. године, Авондејл је поново користио клајдсдејле за демонстрацију старе опреме, ови коњи се продају као кућни љубимци када постану неспособни за рад.

### 1976. до данас
Године 1976, као део припрема за прославу шестогодишњице Западне Аустралије 1979. године, Министарство пољопривреде је одлучило да врати историјску фарму Авондејл у првобитно стање како би приказала достигнућа фармера Западне Аустралије. Као одговор на најаву, пољопривредници из целе државе великодушно су одговорили донацијама старе механизације и опреме. Већи део ове механизације је ремонтовао Департман за пољопривредну механику. Године 1978. Принцу Чарлсу је упућен позив да посети и отворе пољопривредне изложбе Авондејла, што је прихваћено и 16. марта 1979. Авондејл је званично отворен комеморативним садњом дрвећа у близини улаза у фарму.
Фарма наставља своја истраживања у циљу побољшања пољопривреде и пољопривредних пракси у условима Западне Аустралије. Излози Авондејл-а су отворени за јавност са доступним објектима за пикник, укључујући оригиналну фарму, штале заједно са клајдсдејлом и шупу за машине. Око фарме је такође одржаван пут са информативним таблама на сваком падоку који објашњавају његову тренутну употребу.